# Syndrome de Gleich
 (novembre 2023).
Le syndrome de Gleich, ou angiœdèmes épisodiques avec hyperéosinophilie est une maladie rare caractérisée par la survenue d'angiœdèmes non allergiques avec la présence dans le sang d'un taux élevé de polynucléaires éosinophiles (hyperéosinophilie) ainsi qu'une élévation des immunoglobulines M, une classe d'anticorps. Elle a été décrite pour la première fois en 1984.

## Physiopathologie
Des anomalies de l'immunophénotypage des lymphocytes T sont fréquentes, en particulier des populations lymphocytaires T présentant les clusters de différenciation CD3 - CD4 +. Ces anomalies lymphocytaires sont retrouvées dans les variants lymphoïdes des syndromes hyperéosinophiliques, faisant suspecter une physiopathologie commune impliquant la production d'interleukines qui stimulent la production d'éosinophiles. Une population de lymphocyte T monoclonale peut être associée, des adénopathies sont alors souvent retrouvées.

## Diagnostics différentiels
Le syndrome de fuite capillaire (syndrome de Clarkson) peut provoquer des œdèmes similaires au syndrome de Gleich, mais l'hyperéosinophilie y est absente.

## Traitement
Le syndrome de Gleich est habituellement traité par glucocorticoïdes. Un cas de rémission sous benralizumab a été rapporté. L'imatinib a aussi été utilisé avec succès pour contrôler la maladie. 